# Rachel Weisz
Rachel Hannah Weisz (Westminster (Londen), 7 maart 1970) is een Engelse actrice.

## Levensloop
Haar vader, George Weisz (1929-2020), was Joods-Hongaars en haar moeder, Edith Ruth (1933–2016), was een Weense. Haar ouders zijn beiden geëmigreerd in 1938, vlak voor het uitbreken van de Tweede Wereldoorlog om te ontkomen aan de nazi's.
Weisz studeerde begin jaren 1990 op de Universiteit van Cambridge en speelde in haar vrije tijd bij de theatergezelschappen Footlights en Talking Tongues. Halverwege de jaren 1990 kreeg ze haar kans op het witte doek met bijrollen in Chain Reaction en Stealing Beauty. Ze brak door met haar rol in The Mummy (1999) en won in 2006 de Academy Award voor beste vrouwelijke bijrol voor haar vertolking in de film The Constant Gardener.
Weisz woonde van 2004 tot 2010 samen met regisseur Darren Aronofsky, na een eerdere relatie met regisseur Sam Mendes. Met de eerste heeft zij sinds 2006 een zoon Henry.
In 2011 is ze getrouwd met de acteur Daniel Craig. Het huwelijk werd in alle stilte in New York voltrokken. In 2018 kregen ze samen een dochter.

## Filmografie
- Dirtysomething (televisiefilm, 1993)
- Scarlet and Black (televisiefilm, 1993)
- Death Machine (1995)
- Chain Reaction (1996)
- Stealing Beauty (1996)
- Bent (1997)
- Swept from the Sea (1997)
- Amy Foster (1997)
- The Land Girls (1998)
- The Mummy (1999)
- Sunshine (2000)
- Beautiful Creatures (2000)
- Enemy at the Gates (2001)
- The Mummy Returns (2001)
- About a Boy (2002)
- Envy (2003)
- Confidence (2003)
- The Shape of Things (2003)
- The Runaway Jury (2004)
- Constantine (2005)
- The Constant Gardener (2005)
- The Fountain (2006)
- Eragon (2006) – Saphira (stem)
- Fred Claus (2007) – Wanda
- My Blueberry Nights (2007) – Sue Lynne
- Definitely, Maybe (2008)
- The Brothers Bloom (2008)
- The Lovely Bones (2009) – Abigail Salmon
- Agora (2009)
- The Whistleblower (2010)
- Dream House (2011)
- Page Eight (2011)
- The Deep Blue Sea (2011)
- The Bourne Legacy (2012)
- Oz the Great and Powerful (2013) – Evanora
- The Lobster (2015)
- Youth (2015)
- Complete Unknown (2016)
- The Light Between Oceans (2016)
- Denial (2016)
- My Cousin Rachel (2017)
- Disobedience (2017)
- The Mercy (2018)
- The Favourite (2018) – Sarah Churchill
- Black Widow (2021) – Melina Vostokoff
- What If...? (2023) – Melina Vostokoff (stem)